# أرييل إيباغازا
أرييل إباغازا (بالإسبانية: Ariel Ibagaza)‏ (مواليد 27 أكتوبر 1976 في بوينس آيرس - الأرجنتين) لاعب كرة قدم أرجنتيني يلعب حاليا لصالح نادي أوليمبياكوس اليوناني منذ 2010 في مركز الوسط المهاجم .

## مسيرته الكروية
لعب أرييل إيباغازا خلال مسيرته الاحترافية مع 6 أندية في واحد وعشرون موسمًا وسجل خلالها 43 هدفًا ضمن 535 مباراة. حيث فاز في ثلاثة مواسم بالكأس وفي أربعة مواسم بالدوري.
خاض أرييل إيباغازا مسيرته مع نادي لانوس في موسم 1994–95 ليلعب معه أربعة مواسم، مشاركًا في 98 مباراة سجل خلالها 10 أهداف. ثم انتقل إلى نادي ريال مايوركا في موسم 1998–99 في المرة الأولى ليلعب معه خمسة مواسم ثم في موسم 2006–07 ولمدة موسمين، حيث شارك طوالها في 203 مباراة سجل خلالها 25 هدفًا. لينتقل بعدها إلى نادي أتلتيكو مدريد في موسم 2003–04 واستمر معه طيلة ثلاثة مواسم، مشاركًا في 85 مباراة سجل خلالها 4 أهداف. ثم انتقل إلى نادي فياريال في موسم 2008–09 ولمدة موسمين، مشاركًا في 54 مباراة سجل خلالها 3 أهداف. هذا وانتقل لاحقًا إلى نادي أولمبياكوس في موسم 2010–11 ليلعب معه أربعة مواسم، مشاركًا في 72 مباراة سجل خلالها هدفًا واحدًا. ثم انتقل بعدها إلى نادي بانيونيوس في موسم 2014–15 لمدة موسم واحد، مشاركًا في 23 مباراة ولم يسجل أي هدف.

## روابط خارجية
- أرييل إيباغازا على موقع الاتحاد الدولي (مؤرشف)  (الإنجليزية)
- أرييل إيباغازا على موقع قاعدة بيانات كرة القدم.إي يو (الإنجليزية)
- أرييل إيباغازا على موقع ليكيب (الفرنسية)
- أرييل إيباغازا على موقع ناشيونال فوتبول تيمز (الإنجليزية)
- أرييل إيباغازا على موقع Soccerway.com (الإنجليزية)
- أرييل إيباغازا على موقع عالم كرة القدم.نت (الإنجليزية)
- أرييل إيباغازا على موقع AS.com (الإسبانية)